# Sylvilagus bachmani
Sylvilagus bachmani е вид бозайник от семейство Зайцови (Leporidae).

## Разпространение
Видът е разпространен в Мексико (Долна Калифорния) и САЩ (Калифорния и Орегон).